# Rosenkrans og Gyldenstjerne er døde
Rosenkrans og Gyldenstjerne er døde (Rosencrantz & Guildenstern Are Dead) er et humoristisk, absurd og eksistentialistisk skuespil af Tom Stoppard.
Rosenkrans og Gyldenstjerne (Rosencrantz & Guildenstern) er to bipersoner i Shakespeares Hamlet. I Stoppards stykke er de hovedpersoner, mens Hamlet er biperson.
Stykket, som havde premiere i 1966, er oversat til dansk af Frederik Dessau. Stykket blev i 1990 filmatiseret med Gary Oldman som Rosencrantz og Tim Roth som Guildenstern.